# Wikipédia en allemand
 (janvier 2019).
Si vous disposez d'ouvrages ou d'articles de référence ou si vous connaissez des sites web de qualité traitant du thème abordé ici, merci de compléter l'article en donnant les références utiles à sa vérifiabilité et en les liant à la section « Notes et références ».
Wikipédia en allemand (en allemand : deutschsprachige Wikipedia) est l’édition de Wikipédia en allemand, langue germanique parlée principalement en Allemagne, en Suisse, en Autriche. L'édition est lancée le 16 mars 2001. Son code est : de.
Au 14 juillet 2025, l'édition en allemand contient 3 031 631 articles et compte 4 623 483 contributeurs, dont 26 837 contributeurs actifs et 172 administrateurs. En nombre d'articles, c'est la 3e plus importante Wikipédia après les Wikipédia en anglais et en cebuano, cette dernière édition étant développée à l'aide de bots informatiques.

## Histoire

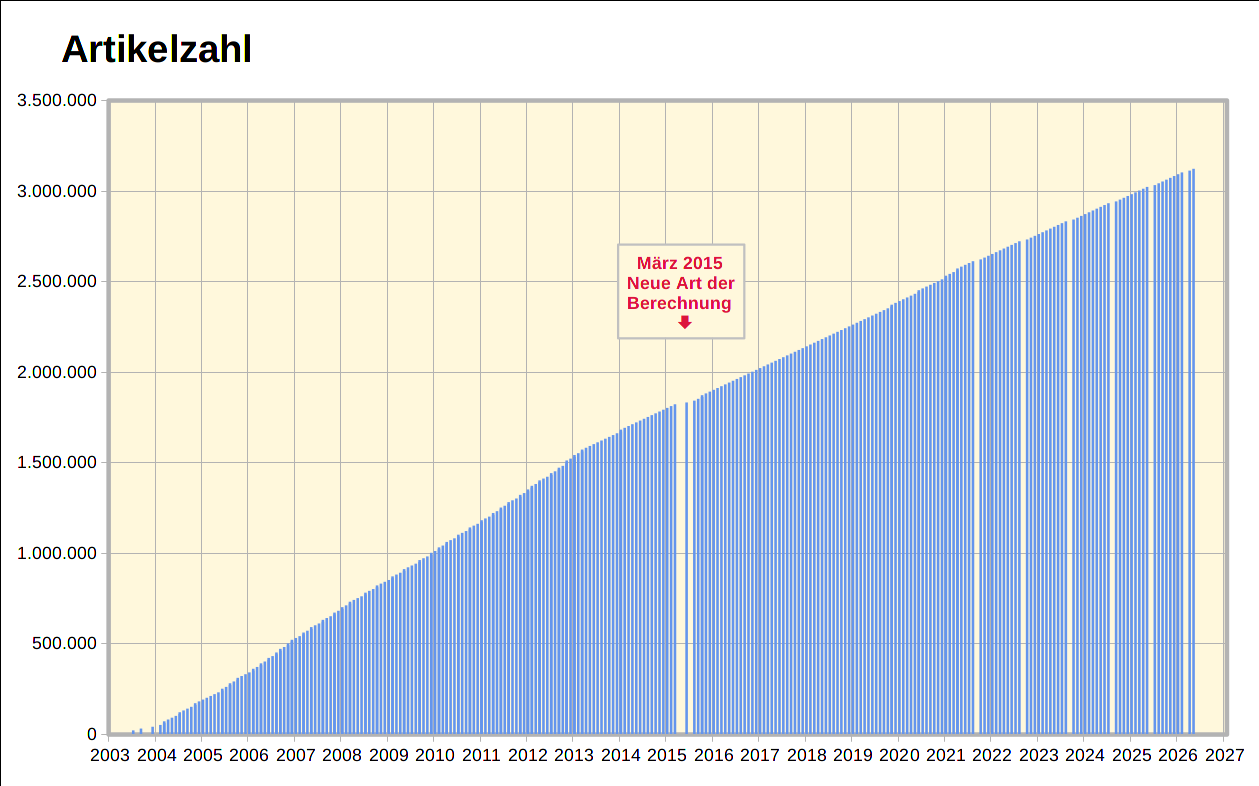
Évolution du nombre d'articles.

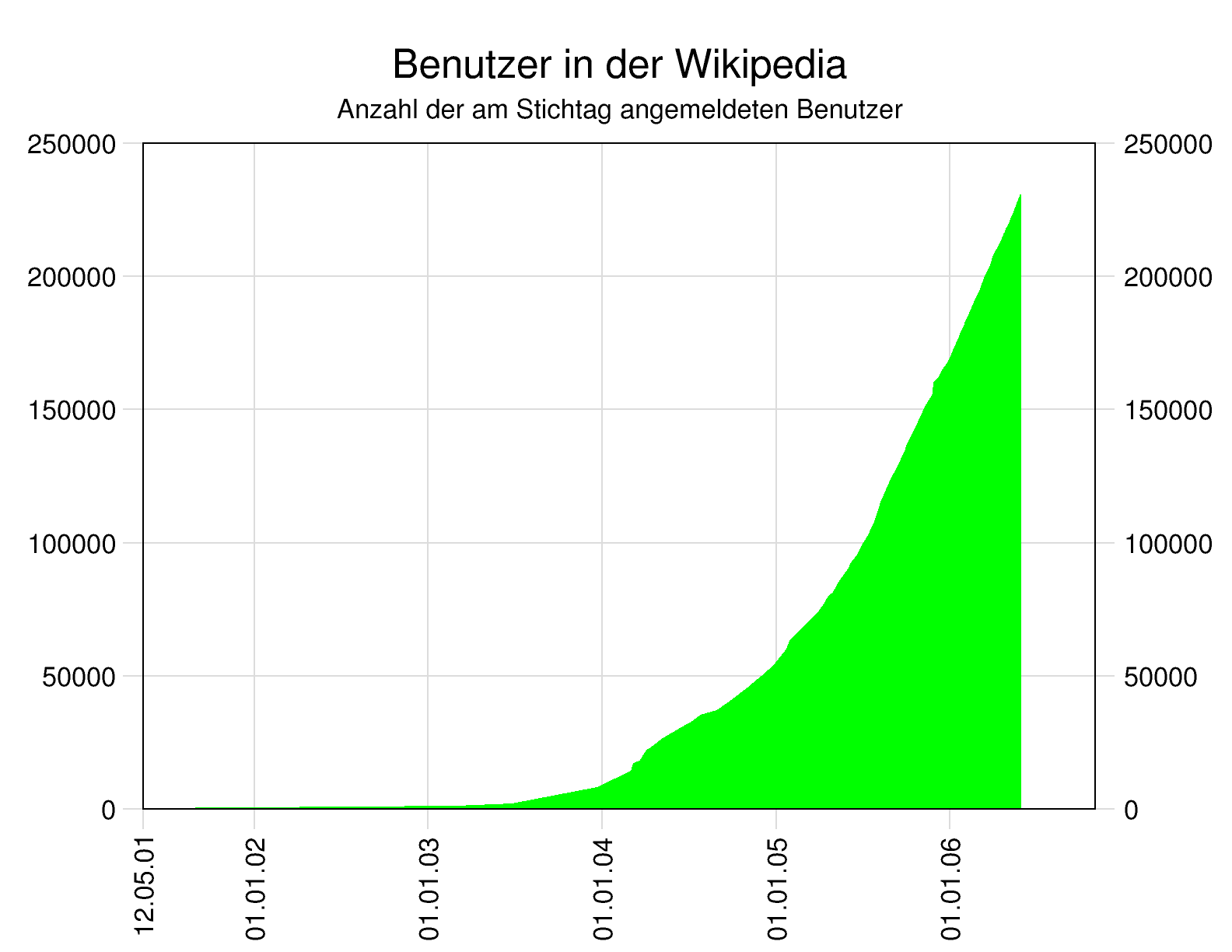
Nombres de membres.

Le nom de domaine de Wikipédia en allemand est le premier à avoir été annoncé après l'édition en anglais. Il est annoncé par Jimmy Wales le 16 mars 2001. Les premiers articles de cette édition ont cependant débuté en mai 2001, un peu plus tard que ceux de Wikipédia en catalan.
En janvier 2005, selon le Google Zeitgeist (pl), « Wikipedia » était le huitième mot le plus recherché sur google.de, placé juste derrière les recherches sur tsunami, George Bush, Firefox, Schnappi, Rudolph Moshammer, Saturne et Angelina Jolie. En février 2005, Wikipédia était troisième au classement, derrière Firefox et la Saint-Valentin. En juin 2005, Wikipédia a finalement atteint la première place.
En mai 2008, l'encyclopédie est constituée de plus de 750 000 articles, ce qui fait d'elle la deuxième encyclopédie par le nombre d'articles après Wikipédia en anglais. 98 % des articles possèdent plus de 200 caractères, 89 % ont une taille de plus de 512 octets, et 44 % plus de 2 Ko. La taille moyenne d’un article est de 3 153 octets ou de 430 mots. Il s’agit des meilleures valeurs parmi l’ensemble des éditions de Wikipédia les plus importantes. Cette édition compte environ 125 000 biographies et plus de 48 500 pages d'homonymie.
Le 17 novembre 2012, elle atteint 1,5 million d'articles. Le jeudi 21 mars 2019, Wikipédia en allemand est inaccessible pendant 24 heures, afin de marquer l’opposition de certains des wikipédiens au projet actuel de directive européenne sur le droit d’auteur.
Le 10 février 2022, elle atteint 2 660 000 articles. Au 20 septembre 2022, l'édition en allemand contient 2 726 257 articles et compte 3 995 736 contributeurs, dont 16 828 contributeurs actifs et 188 administrateurs.
Le 25 mars 2025, l'édition en allemand atteint les 3 millions d'articles.

## Variantes régionales de la langue
Wikipédia en allemand est écrit selon les recommandations du Duden. Les régionalismes suisses et autrichiens sont seulement acceptés dans les articles dont le sujet se limite à ces régions. Les différences entre ces variantes sont moins importantes que celles entre l’anglais américain et l’anglais britannique. Par exemple, en Suisse, le eszett (ß) n’est pas utilisé, il est remplacé par un double s.
Les variantes de la langue allemande comme le suisse allemand ne sont pas utilisées dans Wikipédia en allemand. Des éditions spécifiques ont été créées pour plusieurs variantes de l’allemand dont l’Alémanique (als:), le bas-allemand (nds:), le luxembourgeois (lb:), le Pennsilfaanisch (pdc:), le Francique ripuaire (anciennement le Kölsch, ksh:) et le bavarois (bar:).

## Caractéristiques
Il existe plusieurs règles de pertinence. Les personnes contemporaines doivent habituellement atteindre un niveau de célébrité élevé avant qu’un article les concernant ne puisse être rédigé. De plus, les règles concernant les créatures fictives (en particulier les contemporaines) sont extrêmement strictes. Par exemple, les articles concernant individuellement chacun des personnages de Star Trek, de Star Wars, de Harry Potter, du Seigneur des anneaux, etc. sont le plus souvent considérés comme indésirables et sont la plupart du temps supprimés ou bien intégrés dans un seul et même article décrivant tous les personnages. Par exemple, là où dans la version en anglais (et en français), on peut retrouver des articles sur Gandalf et Frodon Sacquet, Wikipédia en allemand n’accepte qu’un seul article décrivant tous les personnages du monde imaginaire de Tolkien (Figuren in Tolkiens Welt). Les articles concernant des événements à venir ou des sorties (par exemple les jeux vidéo) sont également purement et simplement supprimés dans la plupart des cas. Par exemple, il n’existe en septembre 2007 aucun article sur le jeu vidéo allemand Crysis, alors que la plupart des autres langues ont d’ores et déjà un article sur ce jeu. Après plusieurs discussions, l’article qui avait été créé a été supprimé et bloqué en écriture (jusqu'à ce que le jeu sorte).
La loi du fair use n'est pas appliquée. Les images et autres média qui sont acceptés sur Wikipédia en anglais sous le coup de cette loi ne le sont généralement pas sur la version en allemand. De nombreux articles sujets à discussions sont bloqués en écriture pour les utilisateurs anonymes et les utilisateurs récents pendant plusieurs mois. Au 14 septembre 2005, Wikipédia en allemand comptait 253 pages bloqués (contre 138 pour la version en anglais). Il s'agit du plus grand nombre de blocages de toutes les versions de Wikipédia. Les articles concernant des sujets très connus peuvent être supprimés s'ils n’atteignent pas une longueur minimum. Bien qu'en théorie, les exigences des articles courts (appelés des ébauches) soient équivalents, dans la pratique il y a de grandes divergences entre la version en allemand et la version en anglais.
Le 28 décembre 2005, la catégorie « ébauche » est éliminée de Wikipédia en allemand (ainsi que le modèle correspondant placé sur les articles les identifiants comme tels). Contrairement aux versions en anglais et en français, la version en allemand ne possède jusqu'à 2007 pas de comité d'arbitrage. Des élections pour former un groupe de personnes se tiennent en mai 2007. Les décisions de bannissement d’utilisateurs sont cependant toujours prises à la suite d’un vote public nécessitant une majorité de deux tiers pour être validées. L'équivalent des articles de qualité et des bons articles sont appelés (respectivement) exzellente Artikel (les articles excellents) et lesenswerte Artikel (littéralement « qui valent la peine d’être lus »).
Le système de métadonnées présent sur la version en anglais depuis décembre 2005 avait été lancé auparavant sur Wikipédia en allemand en décembre 2004.

## Organisation
Depuis juillet 2004, certains wikipédiens mettent en place un réseau de confiance (Vertrauennetz) qui fonctionne grâce à un modèle spécial qui est utilisé sur une sous-page particulière de leur page utilisateur. Sur cette sous-page, l'utilisateur donne la liste des participants auxquels il fait confiance appuyé par un argument. Cet argument ne doit pas être lié aux relations personnelles ou à l’affection que l’on a pour la personne, mais doit être une preuve du sérieux de cette personne et de son implication dans le projet Wikipédia. Ensuite, grâce à la fonction « pages liées », il est possible d’obtenir la liste des personnes qui font confiance à un participant en particulier.
En août 2005, un utilisateur rédige un essai intitulé Playing Wikipedia (« Jouer à Wikipédia ») dans lequel il décrit Wikipédia comme étant un jeu en ligne massivement multijoueur sur le web qui a pour sujet le monde excitant des encyclopédies. Dans un milieu où les règles changent en permanence, les joueurs sont censés influencer la construction d’une encyclopédie en ligne. L’essai se poursuit avec la description de diverses stratégies couramment mises en œuvre par les joueurs.
En février 2006, un nouveau projet expérimental est lancé : il s'agit d’un projet ayant pour but d’évaluer les utilisateurs, de faire part de commentaires, et finalement de se débarrasser des élections des administrateurs. Chaque participant au projet possède sur sa page utilisateur une sous-page spéciale destinée aux autres participants qui vont pouvoir y déposer des appréciations positives ou négatives argumentées. Puis, sur la page officielle du projet, est tenu à jour le nombre d’appréciations positives reçues par chacun des participants.

## Événements
La première rencontre de wikipédiens a lieu en octobre 2003 à Munich. À chaque printemps et automne, Wikipédia en allemand organise un concours de rédaction pour lequel un jury élu par la communauté évalue les articles nommés. Les prix sont sponsorisés par des membres de la communauté et des entreprises. La première édition a lieu en octobre 2004, parmi les 44 propositions c’est Kloster Lehnin qui gagne.
La seconde édition du mois de mars suivant rassemble 52 contributions et la troisième en septembre 2005 en compte 70. Un essai visant à proposer le concours au niveau international a un peu moins bien marché, car il s'avère que finalement seules les versions en néerlandais, en anglais et en japonais de Wikipédia y prennent part. Pour l’édition de mars 2006, 150 nominations ont été réparties dans trois catégories, histoire et société (56 nominations), arts et lettres (36), et science (46). C’est l'article sur l’ours brun qui gagne (Braunbär) et 27 articles ont atteint le niveau d’article de qualité peu après le concours. En mars 2007, pour la 6e édition, l’article gagnant est Haager Konvention zum Schutz von Kulturgut bei bewaffneten Konflikten (convention de La Haye pour la protection des biens culturels en cas de conflit armé).
Les wikipédiens de la version en allemand organisent la première conférence internationale sur Wikipédia, Wikimania 2005, qui se déroule à Francfort en août 2005. Quelque 300 personnes provenant de plus de 50 pays assistent à plusieurs conférences pendant trois jours. Du 17 mars au 15 avril 2006, la bibliothèque universitaire de l’état de Göttingen organise une exposition sur l’histoire des cinq premières années de Wikipédia. En 2006, la première Wikipedia Academy se déroule à l'université de Göttingen. Cet événement a pour objectif de rapprocher les projets de la Wikimedia Foundation au sein du monde universitaire. 
En 2007, une édition est également organisée en partenariat avec l'académie des sciences et de la littérature (Akademie der Wissenschaften und der Literatur) à Mayence et rentrera dans le cadre de l’année des lettres (Jahr der Geisteswissenschaften), organisé par le ministère fédéral de l'Éducation allemand.

## Contacts avec leBrockhaus
En avril 2004, une liste entière des titres des articles du Brockhaus (l'une des plus importantes encyclopédies en langue allemande) a été mise en ligne sur Wikipédia en allemand dans le but de faciliter la création des articles manquants. Un représentant du Brockhaus a demandé et réussi à faire supprimer cette liste, qu'il considérait comme étant une violation de leurs droits d’auteur. Après de longs échanges par courriel, un groupe de cinq wikipédiens a rendu visite au nouveau groupe de média du Brockhaus à Mannheim le 1er juillet 2004. La discussion a mis en évidence les différences entre les deux approches menant à la rédaction d’une encyclopédie et permis de montrer que les gens du Brockhaus observaient de très près Wikipédia depuis un certain temps.

## Wikimedia Deutschland
Les wikipédiens de la Wikipédia en allemand sont les premiers à former une association locale soutenant les activités de la Fondation Wikimédia à l’extérieur des États-Unis. Wikimedia Deutschland est officiellement une eingetragener Verein, association enregistrée datant du 13 juin 2004. Elle organise plusieurs présentations de Wikipédia, entre autres pendant le CeBIT de 2005, les Systems à Munich en 2005 et à Leipzig en 2005.

## Évaluation et analyse
En septembre 2004, le magazine informatique c't compare Wikipédia en allemand avec l’encyclopédie multimédia Brockhaus et l’édition allemande de Microsoft Encarta. Sur une échelle de 0 à 5, Wikipédia obtient 3,4. Quelques semaines plus tard, le journal hebdomadaire Die Zeit a aussi comparé le contenu de Wikipédia avec d’autres travaux de référence et annoncé que Wikipédia partage sa position dominante dans le domaine des sciences naturelles. La version DVD du printemps 2005 est plutôt critiquée de façon négative par Björn Hoffmann (le chef de produit du Bibliographisches Institut und F.A. Brockhaus en juillet 2005).
En novembre 2005, le projet OpenUsability effectue des tests de facilité d’utilisation sur Wikipédia en allemand en relation avec l’entreprise berlinoise Relevantive AG. L'étude se concentre sur la recherche d’information et donne en conclusion un ensemble de recommandation sur les changements à apporter à l’interface de MediaWiki. En février 2006, le projet effectue un deuxième test visant à simuler l’expérience de la découverte de Wikipédia par un novice. Les résultats sont publiés en anglais.

## Publication hors-ligne

### CD (novembre 2004)
En novembre 2004, l'entreprise Directmedia Publishing GmbH commence à distribuer un CD-ROM contenant une image de Wikipédia en allemand. Environ 40 000 CD sont envoyés aux clients de Directmedia. Le prix était de 3 euro par CD. Le logiciel d’affichage et de recherche utilisé pour le projet, Digibib, avait été développé auparavant par Directmedia Publishing pour des publications antérieures. Ce logiciel fonctionne sur Windows, Linux, et Mac OS X. Les articles de Wikipédia avaient dû être convertis au format XML utilisé par Digibib.
Pour produire le CD, une copie de la version courante en ligne de Wikipédia avait été copiée sur un serveur isolé, sur lequel une équipe de 70 Wikipédiens avait minutieusement examiné le contenu et puis effacé les articles n’ayant pas de sens et les violations évidentes de droits d’auteur. Les articles sujets à discussions avaient quant à eux été ajoutés sur une liste d’articles à revoir plus tard. Finalement, le CD était composé de 132 000 articles et de 1 200 images.
L'image ISO est distribuée gratuitement grâce à eMule et à BitTorrent. En décembre, CHIP ajoute également cette version de Wikipédia sur le DVD accompagnant chacune de ses publications. Les informations de Wikipédia sont publiées sous la licence GFDL, tandis que le logiciel Digibib ne peut être copié pour un usage commercial, à l’exception de la version Linux qui est sous licence GPL.

### CD-DVD (avril 2005)

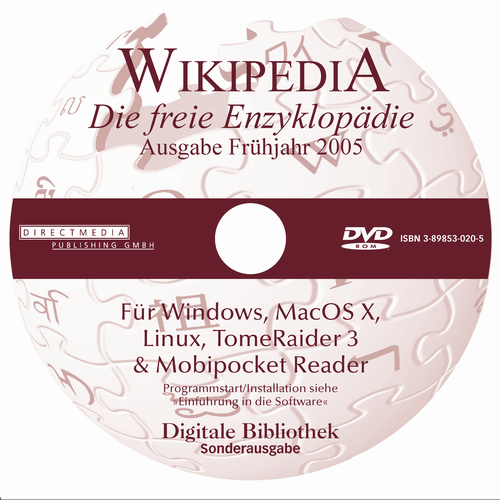
DVD de publication sur Wikipédia en version en allemand.

Une nouvelle version de Wikipédia est publiée par Directmedia le 6 avril 2005. Cette distribution était composée d'un DVD de 2,7 Go et d’un CD-ROM amorçable à part (contenant une version de Linux avec Firefox). Le CD-ROM ne contenait pas toutes les données, mais avait été ajouté à la distribution pour satisfaire les utilisateurs dépourvus de lecteurs de DVD. Le DVD fonctionnait avec le logiciel Digibib de Directmedia. L’ensemble pouvait être installé sur un disque dur. De plus, le DVD contenait des articles de Wikipédia formatés pour pouvoir être lus sur PDA (en particulier, dans les formats Mobipocket et TomeRaider).
Les wikipédiens de la version en allemand développent un format spécial pour les métadonnées à propos des personnes (nom, lieu et année de naissance, etc.) appelé (en) Personendaten. L'objectif principal de ce système était de faciliter les fonctions de recherches sur le DVD. Les Personendaten sont ajoutés pour environ 35 000 articles biographiques sur la version courante de Wikipédia, de façon semi-automatique en partie à l’aide d’un outil.
Le travail d'analyse est semblable au CD précédent et se déroule sur un serveur à part équipé de MediaWiki. Durant environ une semaine, 33 wikipédiens travaillent en coordination grâce à IRC. Pour éviter de faire du travail en double, les participants doivent protéger tous les articles sur lesquels ils travaillaient et les liens vers ces derniers étaient affichés en vert. Des listes d’articles ayant potentiellement été victimes de vandalisme ou contenant des pourriels avaient pu être établies auparavant grâce à des requêtes SQL. Les articles inacceptables sont supprimés sur le champ. Alors que les articles en XML du CD précédent avaient été produits à partir d'HTML, cette fois-ci un script est utilisé pour convertir les articles directement à partir du Wikitexte vers le format accepté par de Digibib. Finalement, le DVD était composé d’environ 205 000 articles, chacun venant avec une liste des auteurs.
Directmedia vend environ 30 000 DVD à 9,90 euro l'unité. Le prix étant composé de 16 % de taxe, d'un euro reversé à Wikimedia Deutschland et les coûts de production étaient d’environ 2 euro. L'image DVD peut aussi être téléchargé gratuitement sur Internet. Étant donné la réussite de ce DVD, Directmedia a offert 10 000 images en haute résolution appartenant au domaine public sur Wikimedia Commons (voir (en) Commons donation).

### DVD-livre (décembre 2005)

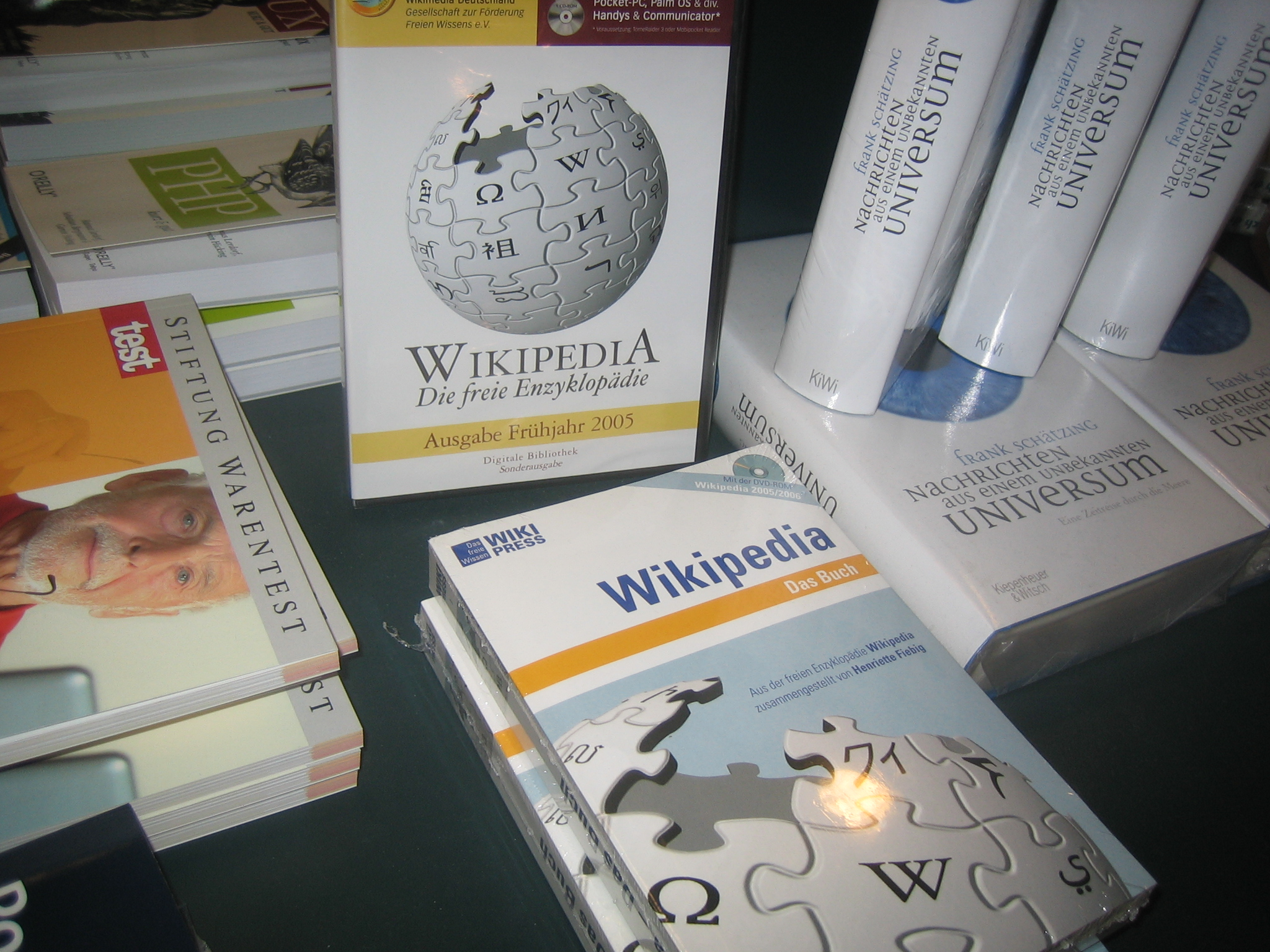
DVD/livre de 2005 pour la Wikipédia en allemand.

L'édition suivante de Wikipédia sort en décembre 2005 et elle est publiée par Zenodot Verlagsgesellschaft mbH, une entreprise affiliée à Directmedia. Cette nouvelle version était composée un DVD de 7,5 Go contenant 300 000 articles et 100 000 images ainsi que d’un livre de 139 pages expliquant Wikipédia, son histoire et ses règles de fonctionnement. Le livre avec le DVD est vendu à 9,90 euro. Les deux sont disponibles gratuitement en téléchargement sur Internet.
La partie d’analyse pour cette version fut différente et n’a eu nullement besoin d’aucune intervention humaine. Une liste blanche des wikipédiens de confiance a été établie, puis l’historique des 10 derniers jours de chaque article a été examiné, et la dernière version enregistré par un wikipédien de confiance a été choisi pour la version DVD. Si aucune version de la sorte n’existait, la plus ancienne version de la période de 10 jours était alors choisie. Quant aux articles destinés à être nettoyés ou supprimés, ils n’ont pas été utilisés.

### DVD (décembre 2006)
La version de décembre 2006 peut être téléchargée de dvd.wikimedia.org.

### Séries Wikipress
Le livre au sujet de Wikipédia avait été le premier d’une série de livres intitulés Wikipress. Ces livres, publiés par Zenodot, étaient une collection d’articles de Wikipédia sur un même thème, retravaillés par des personnes rémunérées par Directmedia et appelées des « Wikipeditors ». Parmi la série des Wikipress, les thèmes suivants sont disponibles : les prix Nobel de la paix, les vélos, l'Antarctique, le système solaire, le hip-hop, et d’autres sujets tout aussi variés sont en préparation comme les baleines, la théorie du complot, les mangas, l’astrophysique, et la Croix-Rouge. Les livres sont construits sur un serveur à part. Chaque livre Wikipress est accompagné d’une « carte d’entrée », il s’agit d’une carte que les lecteurs peuvent envoyer pour modifier le contenu des livres. Cependant comme le projet n’a pas atteint les espérances, il a été arrêté après quelques livres.

### Éditions papier

#### Projet Zenodot
L’éditeur Zenodot annonce en janvier 2006 son intention de publier Wikipédia en allemand en entier en version papier, en 100 volumes de 800 pages chacun. Le projet a donc commencé par la lettre A en octobre 2006, suivi par deux volumes chaque mois par la suite, pour finir avec la lettre Z en 2010. Le projet, ayant pour nom de code WP 1.0, sera soutenu par 25 personnes employées par Zenodot comme membres d’un comité d’experts scientifiques. Les changements apportés à ces articles avant leur publication seront aussi incorporés sur la version en ligne de Wikipédia.
En mars 2006, Zenodot a organisé un jour communautaire pour rencontrer les wikipédiens et discuter avec eux du projet. Des groupes ont d’ores et déjà commencé à polir les articles, dont le début du titre se trouve dans l’intervalle Aa-Af et qui se trouvent sur la liste des articles du projet. Fin mars, Zenodot a annoncé que le projet avait été mis en suspension et qu’aucun livre ne serait publié pour 2006, car il n’y avait pas assez de soutien de la part de la communauté.

#### Das Wikipedia-Lexikon in einem Band
En septembre 2008, la société éditoriale Bertelsmann publie en Allemagne Das Wikipedia-Lexikon in einem Band (littéralement « le lexique Wikipédia en un volume »), un ouvrage encyclopédique papier qui contient les résumés introductifs des articles de Wikipédia en allemand sur les sujets les plus consultés sur Internet entre 2007 et avril 2008. Ce choix éditorial conduit à retenir les sujets les plus recherchés par le public germanophone à cette époque, comme certains films qui se retrouvent avec des entrées plus longues que d'autres consacrées à des personnages historiques. Certains de ces résumés sont également raccourcis pour gagner de la place. Cette publication intervient après deux tentatives d'éditer Wikipédia en allemand au format papier.
L'ouvrage est imprimé sur papier à 50 000 exemplaires au format d'un livre de 992 pages. De plus, l'ouvrage contient 1 000 illustrations.
Un euro est reversé à l'association Wikimedia Deutschland pour chaque vente.

## Problèmes juridiques et polémiques

### Réutilisations illégales
En mars 2005, le magazine d’actualité Der Spiegel publie un article sur le génocide au Rwanda sur son site web. Il s'agit en fait d’une copie de l’article de Wikipédia. L’article retire et remplace avec des excuses. En avril 2005, l'encyclopédie Brockhaus publie un article sur le nouveau pape Josef Ratzinger sur son site web. Comme il ressemble beaucoup à l’article de Wikipédia, le Brockhaus est suspecté d’avoir plagié l’article de Wikipédia. Il retire rapidement l’article suspicieux mais ne présente aucune excuse et n’avoue pas avoir commis de plagiat.

### Violations de droits d'auteur de grande envergure
À la mi-novembre 2005, il est découvert qu’un utilisateur anonyme avait saisi des centaines d'articles provenant d'anciennes encyclopédies qui avaient été publiées dans les années 1970 et 1980 en RDA. Les articles touchés concernaient principalement la philosophie et des sujets liés. L’utilisateur en question avait commencé en décembre 2003.
Le problème est relaté dans la presse et de nombreux wikipédiens ont commencé à retirer le travail protégé par les droits d’auteurs. Cette affaire est rendue plus difficile par le fait que ces anciennes encyclopédies n’étaient pas en ligne et étaient difficilement trouvables dans les bibliothèques de la RFA, et que l’utilisateur avait utilisé plusieurs adresses IP différentes. Le DVD de Directmedia avait également dû être mis à jour.

### Canular sur Bertrand Meyer
Le 28 décembre 2005, un utilisateur anonyme avait écrit que Bertrand Meyer venait de décéder quatre jours auparavant (le 24 décembre 2005). Meyer est un scientifique principalement connu pour avoir mis au point le langage de programmation Eiffel. Le canular est rapporté cinq jours plus tard dans le Heinz Heise et l'article est immédiatement corrigé.
De nombreux médias importants en Allemagne et en Suisse parlent de cet incident, qui n’a pas été sans rappeler l'affaire Seigenthaler de Wikipédia en anglais. Bertrand Meyer avait ensuite publiquement fait part d’une évaluation positive de Wikipédia en concluant que « Le système a succombé à l’une de ses failles et s’est rapidement remis sur pied de lui-même. Cela n'a pas affecté la grande image. Comme celles à mon sujet, les rumeurs sur la chute de Wikipédia ont été grossièrement exagérées[réf. nécessaire]. »

### Tron
En 2006, Wikimedia Deutschland se retrouve mêlé à un conflit juridique entre les parents du hacker allemand décédé Tron et la Fondation Wikimédia. Les parents ne souhaitaient pas que le vrai nom du hacker soit révélé de façon publique et, en décembre 2005, ils obtient une injonction préliminaire dans une cour de Berlin contre la Wikimedia Foundation, demandant le retrait du nom du hacker. Le nom est retiré.
Le 19 janvier 2006, ils ont obtenu une seconde injonction, cette fois-ci contre Wikimedia Deutschland, interdisant l'adresse www.wikimedia.de (sous le contrôle de Wikimedia Deutschland) de rediriger vers de.wikipedia.org (sous le contrôle de la Wikimedia Foundation, américaine et réel hébergeur de l’encyclopédie) aussi longtemps que le vrai nom est affiché publiquement. Wikimedia Deutschland se plie à la sentence et remplace la redirection par un texte expliquant la situation, mais sans mentionner l’affaire Tron en particulier. Wikipedia en allemand reste accessible via l'adresse de.wikipedia.org durant cette période. Un jour plus tard, Wikimedia Deutschland finit par suspendre l'injonction et établit un lien allant de l'adresse de.wikipedia.org vers Wikipédia en allemand. Le 9 février 2006, la cour annule l'injonction déclarant que ni les droits de la personne décédée, ni ceux des parents n'avaient été atteints par le fait d’afficher le nom publiquement. Ce jugement est validé en appel le 12 mai 2006.

### Plainte de Lutz Heilmann
En novembre 2008, Lutz Heilmann, député allemand d'extrême gauche et ancien membre de la Stasi, porte plainte contre la version germanophone de Wikipédia pour calomnie à propos de l'article le concernant. Il bloque ainsi le site web pendant trois jours, avant de retirer sa plainte en accord avec la lutte de son propre parti contre la censure sur Internet,.

## Distinctions
En 2005, la Wikipédia en allemand reçoit le Grimme Online Award dans les catégories Connaissance et éducation et Prix du public.
Comparée à d'autres versions linguistiques, la Wikipédia en allemand est qualifiée en 2009 de haute qualité par Jimmy Wales, le fondateur de Wikipédia, et même en 2011 de meilleure version linguistique par Sue Gardner, la directrice générale de Wikimedia à l'époque. Elle serait précise, détaillée, bien entretenue, contiendrait de longs articles et serait bien documentée. 

## Dérivés et parodies
Il existe plusieurs parodies de Wikipédia en allemand, dont Kamelopedia, (qui existe depuis avril 2004), Studipedia (qui existe depuis décembre 2004) et la version allemande de la Désencyclopédie, créée en août 2005.
Un des participants de longue date de Wikipédia en allemand a lancé sa propre version en avril 2005 sous le nom Wikiweise. Il dit avoir été motivé par ce qu’il considère comme étant un manque de qualité dans Wikipédia en allemand et un certain contenu impropre à une encyclopédie. Sa version est soutenue par la publicité, utilise son propre logiciel (mais fonctionne avec un langage wiki semblable), n’accepte que des participants possédant un compte, et exige que les participants les plus actifs de chaque article affichent leur vrai nom.
De plus, plusieurs encyclopédies de langue allemande, fonctionnant avec MediaWiki et se limitant à un ou plusieurs sujets précis, se sont fondées sur Wikipédia en allemand.